# Raimundo Arruda Sobrinho
Raimundo Arruda Sobrinho (Goiatins, 1 de agosto de 1938 - Goiânia, 22 de dezembro de 2020) foi um poeta e escritor brasileiro. Nascido no interior do ainda Goiás (hoje estado do Tocantins) em 1º de agosto de 1938, mudou-se para São Paulo aos 23 anos, onde trabalhou como jardineiro e livreiro. No final dos anos 1970, início dos anos 1980, quase no fim da ditadura militar brasileira, ele se tornou um morador de rua, e isso durou cerca de 35 anos. Nesse período escreveu vários poemas e contos, mas eles permaneceram desconhecidos até serem descobertos por Shalla Monteiro em abril de 2011, e através do Facebook Stories no início de 2014. Em 22 de dezembro de 2020, Shalla anunciou o falecimento de Raimundo em sua página dedicada no Facebook.